# Cetuń
Cetuń (deutsch Zetthun) ist ein Dorf bei Polanów (Pollnow) in der Woiwodschaft Westpommern im Nordwesten Polens.

## Geographische Lage
Cetuń liegt in Hinterpommern, etwa acht Kilometer westlich der Kleinstadt Polanów und 28 Kilometer südöstlich der regionalen
Metropole Koszalin (Köslin).

## Geschichte
Das kleine Dorf Cetuń war ursprünglich aus einem Rittergut hervorgegangen, das ein altes Lehen der Familie von Glasenapp gewesen war. Joachim von Glasenapp vererbte es seinem gleichnamigen Sohn. Letzterer vererbte das Gut seinem einzigen Sohn, Friedrich Ewald von Glasenapp (* um 1732), der noch 1804 darin wohnte. Um 1780 gab es in Zetthun das Vorwerk Karlshof, fünf Bauern, einen Halbbauern und zwei Kossäten bei insgesamt 16 Haushaltungen. 1833 wurde das Lehnsrecht für das Gut aufgehoben. Es wurde verkauft und wechselte dann mehrfach seinen Besitzer. Um 1860 existierten in Zetthun einschließlich des Gutshauses insgesamt 27 Wohngebäude, zwei Schulhäuser und 24 Wirtschaftsgebäude, und die Ortschaft hatte insgesamt 271 Einwohner in 51 Haushaltungen. 1862 wurde das damals 4.689 Morgen Land umfassende Gut an Rosalie Beate Pagel, geb. Priem, eine Kaufmannsfrau aus Stettin, verkauft.
Danach kam das Gut 1914 als Mitgift von Wilhelm von Siemens an seinen Schwiegersohn Oscar Caminneci.
Bis 1945 gehörte Zetthun zum Landkreis Köslin der preußischen Provinz Pommern.
Gegen Ende des Zweiten Weltkriegs wurde die Region im Frühjahr 1945 von der Roten Armee besetzt und anschließend zusammen mit ganz Hinterpommern unter polnische Verwaltung gestellt. Das deutsche Dorf Zetthun erhielt nun den polnischen Namen Cetuń.

### Entwicklung der Einwohnerzahl
- 1860: 271[5]
- 1939: 241[6]

## Kirchspiel
Das Dorf Zetthun war bis 1712 in der evangelisch-lutherischen Kirche von Kurow eingepfarrt und gehörte anschließend zur Synode von Schlawe.